# Otpor!

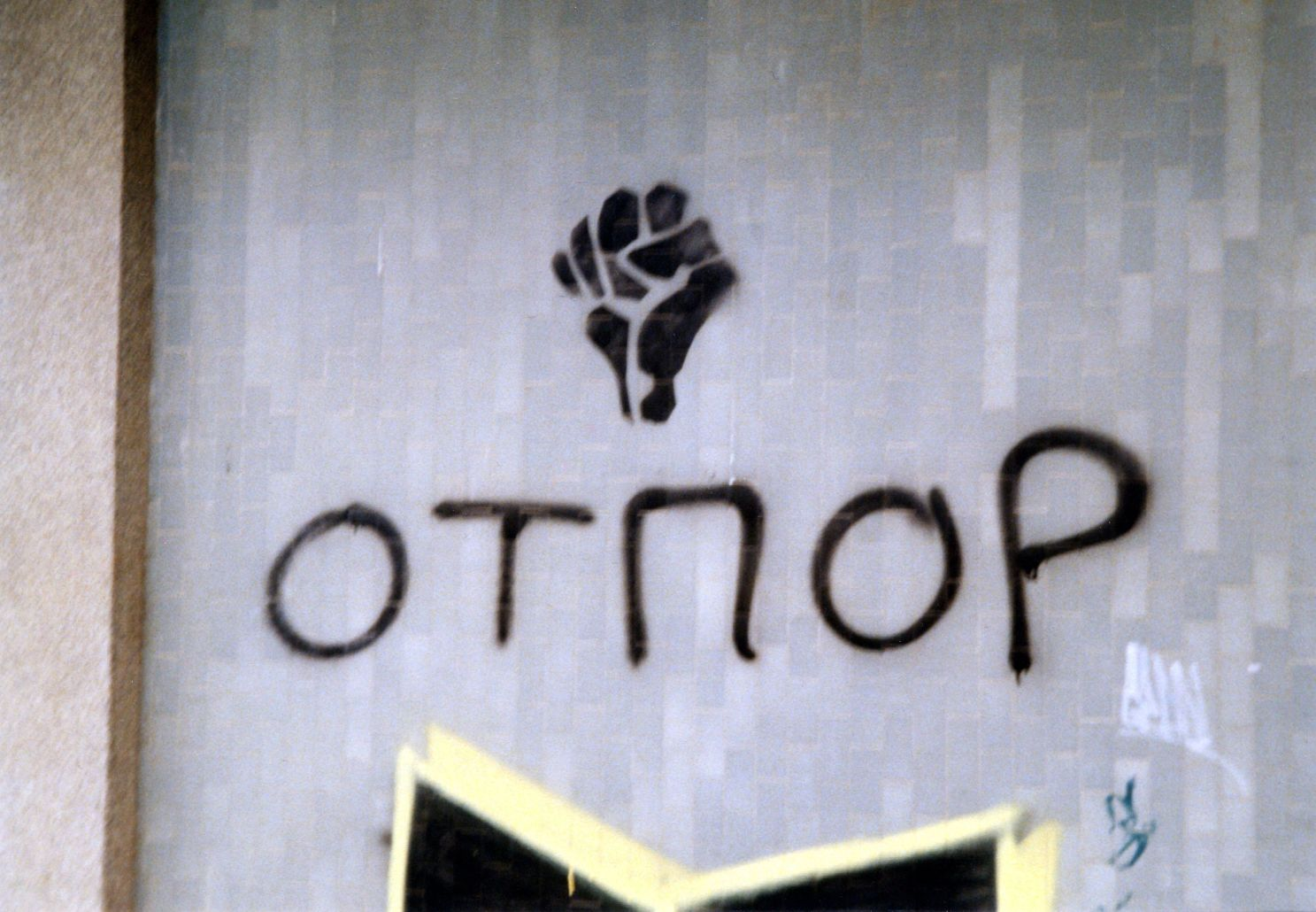
Die „geballte Faust“ an einem Gebäude der Universität von Novi Sad (Serbien), 2001

Otpor! (serbisch-kyrillisch ОТПОР!, dt. Widerstand!) war eine serbische Organisation, die von 1998 bis 2004 bestand, ab 2000 auch als politische Partei. Sie spielte eine maßgebliche Rolle bei den Protesten nach der serbischen Präsidentschaftswahl 2000 und dem Sturz Slobodan Miloševićs. Später leistete sie Unterstützung für Oppositionsparteien und -gruppen bei politischen Umwälzungen durch „Farbrevolutionen“ in Nachfolgestaaten der Sowjetunion (Ukraine und Georgien).
Otpor wurde in den 1990er Jahren u. a. von Srđa Popović in Serbien gegründet. Bis zum Regierungswechsel in Serbien im Jahr 2000 stieg die Anzahl der Mitglieder von Otpor stark an. Die Unterstützung sank nach dem Sturz von Slobodan Milošević 2001. Otpor erzielte bei den Wahlen 2003 1,6 Prozent der Stimmen. Daraufhin trat Otpor 2004 der Partei Demokratska Stranka bei.
Nach ihrer Auflösung bildeten ehemalige Otpor-Aktivisten das Centre for Applied Nonviolent Action and Strategies (CANVAS). Dieses schulte Oppositionsgruppen in aller Welt, insbesondere im Nahen Osten und Nordafrika. Beispielsweise inspirierte es die Jugendbewegung des 6. April, eine der Initiatoren der ägyptischen Revolution von 2011.

## Idee
Otpors Symbol ist die geballte Faust, die „als Symbol der Bewegung zum Identifikationszeichen der demokratisch orientierten Jugendlichen in Serbien“ gesehen wird. Wichtigen Einfluss auf ihre Entwicklung haben die Theorien Gene Sharps genommen.
Die grundlegende Idee von Otpor besteht darin, in einem Land, dessen politische Führung mit aus westlicher Regierungssicht autoritären oder diktatorischen Mitteln regiert, durch gut organisierte friedliche Revolutionen freie Wahlen zu ermöglichen und so demokratisch legitimierte Regierungen zu installieren. Hierbei wird besonders auf teilweise verdeckte und auch offene finanzielle Unterstützung durch westliche Organisationen staatlichen und privaten Charakters gesetzt.
Hierbei lassen sich folgende Phasen erkennen:
- Gründung und Unterstützung von Organisationen im Land, es folgen medial spektakuläre "Widerstandsaktionen", über die im westlichen Ausland berichtet wird.
- Schaffung von Symbolen mit Wiedererkennungswert: Hier seien die Rosen in Georgien und die Farbe Orange in der Ukraine genannt.
- Infragestellen eines fairen Wahlverlaufs: Es wird eine Behinderung der Opposition im Wahlkampf grundsätzlich unterstellt und auf diese hingewiesen. Gleichzeitig wird auf dieser Grundlage über mögliche und wirkliche Manipulationen im Vorlauf der Wahl – z. B. einseitige Besetzung der Wahlkommission mit regierungstreuen Beamten oder ausschließliche Medienpräsenz des Regierungskandidaten – berichtet und im westlichen Ausland in dieser Deutungshoheit sensibilisiert. Zu diesem Zeitpunkt erfolgt eine Ausweitung der medialen Berichterstattung im Ausland mit einem einseitigen Schwerpunkt auf den Behinderungen der Opposition und einer negativen Bewertung der jeweiligen Regierungen.
- Friedliche Proteste ab dem Wahlabend starten die entscheidende Phase. Hier werden die Bürgerproteste der Opposition in medial wirksamer Form als Demonstrationen und Kundgebungen organisiert.
- Neuwahlen: Je nach Rückhalt der Bewegung in der Bevölkerung, dem wirtschaftlichen Zustand des Landes und dem politischen Druck aus dem Ausland führen die Proteste nach den Wahlen im günstigsten Fall zu Neuwahlen, bei denen die frühere Opposition die Regierung übernimmt.

## Finanzierung
Die Finanzierung der Infrastruktur von Otpor erfolgte über ein Geflecht von westlichen Organisationen. Die Finanzierungen sind offizieller Bestandteil der Berichterstattung dieser westlichen Organisationen. Hierzu zählen unter anderem:
- National Endowment for Democracy (NED): Das NED wurde 1983 gegründet, hat seinen Sitz in Washington und wird vorwiegend über das US-Außenministerium finanziert. Das NED wirkt international über die Parteieninstitute NDI und IRI, über die im Ausland agierenden Filialen des Gewerkschaftsverbandes AFL/CIO und die Filialen des Unternehmerverbandes »American Center for International Labor Society« (ACILS) bzw. das »Center for International Private Enterprise« (CIPE).[3]
- National Democratic Institute (NDI): Das NDI ist seit 1984 die Parteistiftung der Demokratischen Partei mit Sitz in Washington. Vorsitzende ist die frühere US-Außenministerin Madeleine Albright.[4]
- International Republican Institute (IRI): die 1983 gegründete Parteistiftung der Republikanischen Partei ebenfalls mit Sitz in Washington. IRI unterstützt Otpor seit Juni 1997.[5]
- Freedom House: Freedom House ist eine bereits 1941 gegründete US-amerikanische GONGO und steht aktuell wie das CPD unter Leitung des früheren CIA-Direktors James Woolsey. Sie hat ihren Hauptsitz in Washington, unterhält aber Außenstellen weltweit.[6]
- Open Society Institute International Renaissance Foundation: Den Organisationen des jüdischen Multimillionärs George Soros stellt er die Aufgabe, die »Zivilgesellschaft und alle demokratischen Ansätze in den ehemaligen Sowjetrepubliken zu unterstützen«.[7]
- Committee on the Present Danger (CPD): Im Sommer 2004 erfolgte die Gründung des »Komitees gegen die gegenwärtige Gefahr« in den USA. Die erneute Initiative zur Gründung des CPD ging von der Foundation for Defense of Democracies (FDD) aus, eine der US-amerikanischen Einrichtungen zur Finanzierung, Vorbereitung und Lenkung von gewaltfreien Transformationen im früheren sowjetischen Machtbereich und in anderen Regionen der Welt. Vorsitzender des CPD ist der frühere CIA-Direktor James Woolsey. Zur Effektivierung dieser Aktionen gründete CPD eine Abteilung CPD International. Co-Vorsitzende der CPD-International wurden der frühere tschechische Präsident Vaclav Havel, der ehemalige spanische Regierungschef José María Aznar sowie der frühere US-amerikanische Außenminister George Shultz.[8]

## Otpor-Aktivitäten in verschiedenen Staaten
Weltweit (Stand 2011)
In der Reportage Die Revolutionsprofis des österreichischen TV-Magazins Weltjournal vom 11. Mai 2011 im ORF2 sagt Popovic (ab Minute 6:10 der Aufzeichnung) aus, dass Otpor an 37 Revolutionen nach der serbischen beteiligt war, davon 5 erfolgreiche: „in Georgien, Libanon, Ukraine, Malediven, und jetzt in Ägypten und Tunesien.“
Serbien
Otpor wurde im Oktober 1998 als Oppositionsorganisation von jungen Menschen, hauptsächlich Studenten der Universität Belgrad, gegründet. Hohe Medienaufmerksamkeit erhielt die Gruppe insbesondere in Jugendmedien wie MTV und finanzielle Zuwendungen aus dem Westen und die Mitgliederzahl stieg auf schätzungsweise bis zu 100.000 Menschen in den folgenden Jahren an. Otpor präsentierte sich dabei als Graswurzel- und Anti-Parteienorganisation und sprach dadurch insbesondere viele bisher politisch nicht organisierte Jugendliche und junge Menschen an. Sie wurde zu einem aktiven Sprachrohr der Oppositionsbewegung gegen Slobodan Milošević in Serbien. So hatte Otpor, deren Motto Gotov je (Er ist fertig) lautete, auch einen entscheidenden Anteil am Sturz Slobodan Milošević' am 5. Oktober 2000, dem Massenproteste unter Beteiligung von Otpor vorausgegangen waren.
2004 wurde das Centre for Applied Nonviolent Action and Strategies (CANVAS) gegründet.
Georgien
Otpor gab die in Serbien und Montenegro gemachten Erfahrungen auch weiter. Im Vorfeld der Rosenrevolution in Georgien gab es eine Zusammenarbeit zwischen Otpor und der georgischen Opposition. Georgische Studenten gründeten die Jugendorganisation Kmara! und ließen sich von Otpor-Vertretern in Tiflis schulen.
Ukraine
Bei den Präsidentschaftswahlen 2004 in der Ukraine standen sich der pro-russische Wiktor Janukowytsch und der pro-westliche Wiktor Juschtschenko gegenüber. Otpor leistete hier die Unterstützung für Wiktor Juschtschenko, der durch einen Massenprotest in Kiew und dem Westen der Ukraine eine Neuwahl und den Sieg seiner politischen Bewegung erreichte. Die analoge Organisation heißt dort Pora! (dt. Es ist Zeit).
Belarus
Im Vorfeld der Präsidentenwahlen in Belarus am 19. März 2006 trat auch Otpor als Unterstützer der Oppositionsgruppe „Subr“ (dt. Wisent) in Erscheinung. Deren Organisatoren gingen durch die Ausbildungslehrgänge für zivilen Widerstand der »Oppositionstrainer« aus Serbien.
Obwohl die gesellschaftliche Situation in Belarus, abgesehen von der Nichteinhaltung von Demokratiestandards, derzeit relativ stabil ist, zeigen sich auch hier die typischen Elemente einer direkt oder indirekt durch Otpor angeregten friedlichen Revolution im Nachgang einer angezweifelten Wahl. Die in der Woche nach dem 19. März 2006 stattfindenden Demonstrationen und ein Zeltlager erinnerten an Kiew, jedoch wurde das Zeltlager in Minsk nach einer Woche gewaltsam von der Polizei aufgelöst. Im Mai 2006 verkündeten die Subr-Aktivisten das Ende ihrer Aktivitäten unter dem Banner der Organisation, um sich mit dem Rest der Opposition zu vereinigen.
Venezuela
Unter der Opposition, die sich gegen die regierende PSUV in Venezuela organisierte, befindet sich die angebliche Studentenorganisation JAVU (Juventud activa Venezuela unida). JAVU führt als Logo die Faust von Otpor und betreibt eine Webseite mit dem Titel "Resistencia" (Widerstand). Diese Gruppe wurde nach den letzten Präsidentenwahlen in der internationalen Presse durch ein Flugblatt bekannt, in dem sie vor „Dienstmädchen, Chauffeuren, Hausmeistern und Mechanikern“ als Spitzel der Regierung warnt.

## Nach dem Regierungswechsel 2000
Nach dem Regierungswechsel in Serbien erhielt Otpor in den serbischen Medien breite Anerkennung und führende Vertreter wie Srđa Popović wechselten in die Politik für das Parteienbündnis "Demokratische Opposition Serbiens" (DOS). Nach dem Zusammenbruch des Bündnisses 2003 trat Otpor als eigene Partei an. Die Unterstützung für Otpor in der Bevölkerung nahm nach dem Regierungswechsel aufgrund der Politik im DOS, fehlendem Parteiprogramm und dem Bekanntwerden der Fremdfinanzierung von Otpor (was das Graswurzel-Image beschädigte) deutlich ab. Otpor scheiterte mit 1,6 Prozent der Stimmen bei der Parlamentswahl 2003 an der 5-Prozent-Hürde und trat daraufhin in Serbien 2004 offiziell der Partei Demokratska Stranka bei.
Die Fremdfinanzierung durch US-amerikanische Kreise wirkte sich auch deshalb negativ auf die Popularität von Otpor aus, weil die USA maßgeblich an den NATO-Bombardements der Operation Allied Force im Jahr 1999 beteiligt waren.

## Auszeichnungen, Ehrungen
- Free Your Mind Award vom Fernsehsender MTV, 2000
- In ihrer Funktion als namhafter Akteur des 5. Oktober 2000 erhielt sie am 4. Oktober 2001 den Menschenrechtspreis der Friedrich-Ebert-Stiftung.

## Sonstiges
Im Fernsehkrimi Tatort: Die Faust haben die Mord-Opfer gemeinsam, dass sie Mitglieder von Otpor waren, die unter falschem Namen in Wien lebten.